# Schefflera macrocarpa
Schefflera macrocarpa là một loài thực vật có hoa trong Họ Cuồng cuồng. Loài này được (Cham. & Schltdl.) Frodin miêu tả khoa học đầu tiên năm 1998.